# Сърце (2006 г.)
Сърце или Приятелска лапа (на корейски: 마음이, на английски: Heart is..., известен също като Hearty Paws) е южнокорейски драматичен филм от 2006 г., режисиран от Пак Ън Хьонг и О Дал Кюн.

## Сюжет
11-годишният Чан И (Ю Сънг Хо) се грижи за малката си сестричка Со И (Ким Хянг Ги), след като майка им ги изоставя. За 6-ия рожден ден на сестра си Чан И решава да ѝ подари куче. Той се промъква в къщата на стара двойка и откражда току-що родено кученце, което сестричката му копнее да има. Особено умно, това кученце с име Сърце, връща многократно любовта, получена от новото си семейство с голяма лоялност и привързаност към децата.
Въпреки че са бедни, те са щастливи. Но всичко се променя след трагичен инцидент, в който Со И умира. Чан И обвинява кучето за смъртта на сестра си. Изоставя го и тръгва да търси майка си, без да осъзнава, че кучето е единственото истинско семейство, което винаги ще е до него и никога няма да го напусне.

## Актьорски състав
- Ю Сънг Хо като Чан И
- Ким Хянг Ги като Со И
- Доли в ролята на кучето
- Ан Гил Канг
- Чонг Мин А
- Уон Чанг Хи
- Ким Нан Хуи
- Чо Док Че
- Ким Гьонг Ре
- Ким Донг Йонг като работник в ресторант
- Пек Сънг До
- Ю Джин А

## Реализация
Филмът излиза в Южна Корея на 26 октомври 2006 г. и реализира продажба от 1 042 166 билета в цялата страна.